# گاو بال‌دار

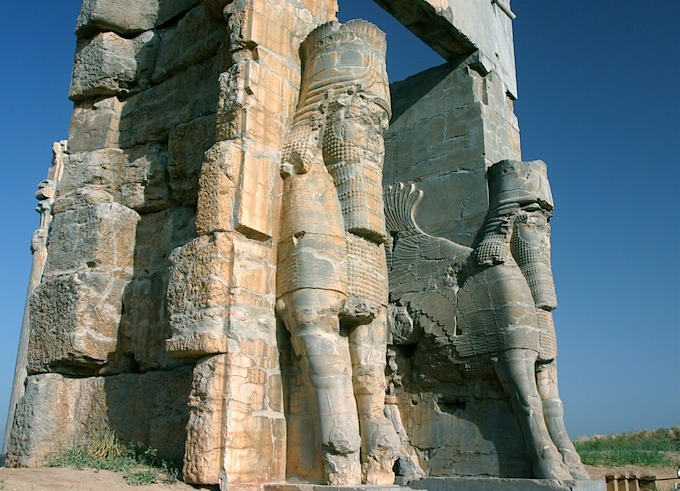
نگهبان های بالدار (دروازه ملل - بنای تاریخی پارسه)

گاو بالدار یا لاماسو (به اکدی: 𒀭𒆗، آوانگاری: lamassu) در ادیان میانرودان باستان و اساطیر کهن ایرانی یک خدای محافظ بوده‌است، که معمولاً با بدن گاو نر یا شیر، بال عقاب و سر انسان نشان داده شده‌است. در فرهنگ‌های مختلف به نام‌ها و شکل‌های گوناگون وجود دارد. از جمله این فرهنگ‌ها می‌توان به پارسی-آشوری، هندی، یونانی و مصری نام برد همچنین نمونه‌هایی از آن‌ها در برخی از فرهنگ‌های اروپایی نیز وجود دارد. در برخی از نوشته‌ها آن را به صورت یک خدای زن به تصویر کشیده‌اند. نام کمتر استفاده شده شدو (اکدی: 𒀭𒆘 šēdu) اشاره به همتای مرد لاماسو دارد.

## پیکرنگاری
در هنر، لاماسو به شکل گاو بالدار یا به شکل شیر با سر انسان مذکر به تصویر کشیده شده‌است. چهره‌هایی از لاماسو هنوز در بنای پارسه (تخت جمشید) و نقش برجسته‌ها و مجسمه‌های موجود در موزه‌ها به ویژه در موزه بریتانیا لندن، موزه لوور پاریس، موزه ملی عراق بغداد، موزه متروپولیتن نیویورک، موزه پرگامون در برلین و مؤسسه خاورشناسی دانشگاه شیکاگو باقی‌مانده‌اند. این آثار معمولاً به آشوریان باستان نسبت داده شده‌اند. لاماسو را در ورودی شهر قرار می‌دادند تا هرکسی که وارد شهر می‌شود بتواند آن را ببیند. لاماسو از جلو ایستاده و از کنار در حال راه رفتن به نظر می‌رسد. از این حالت برای قدرتمند نشان دادن لاماسو استفاده می‌شده‌است. لاماسو در زندگی واقعی بسیار بلند بوده‌است، از همین رو از آن به عنوان نمادی از قدرت استفاده می‌کردند.

## گاوهای بال‌دار بین‌النهرین
گاوهای بال‌دار بین‌النهرین برخلاف اسفنکس‌های یونانی و برخی اسفنکس‌هایی که شبیه مصری‌ها هستند با سر مرد توصیف شده‌اند. یعنی برخلاف اسفنکس‌های یونانی که زن هستند.
گاوهای بال‌دار بین‌النهرین ترکیبی از ۴ مخلوق هستند که در بسیاری از حکاکی‌های باستانی نمایان است و به سمبل ۴ مخلوق بابلی تبدیل شده‌است. آن‌ها دارای بدن و دم شیر یا گاو نر و سر یک انسان (مرد) و بال‌هایی مانند عقاب هستند.
این مخلوقات همچنین نمایانگر ۴ جهت و ۴ عنصر سنتی هستند.

## نگارخانه

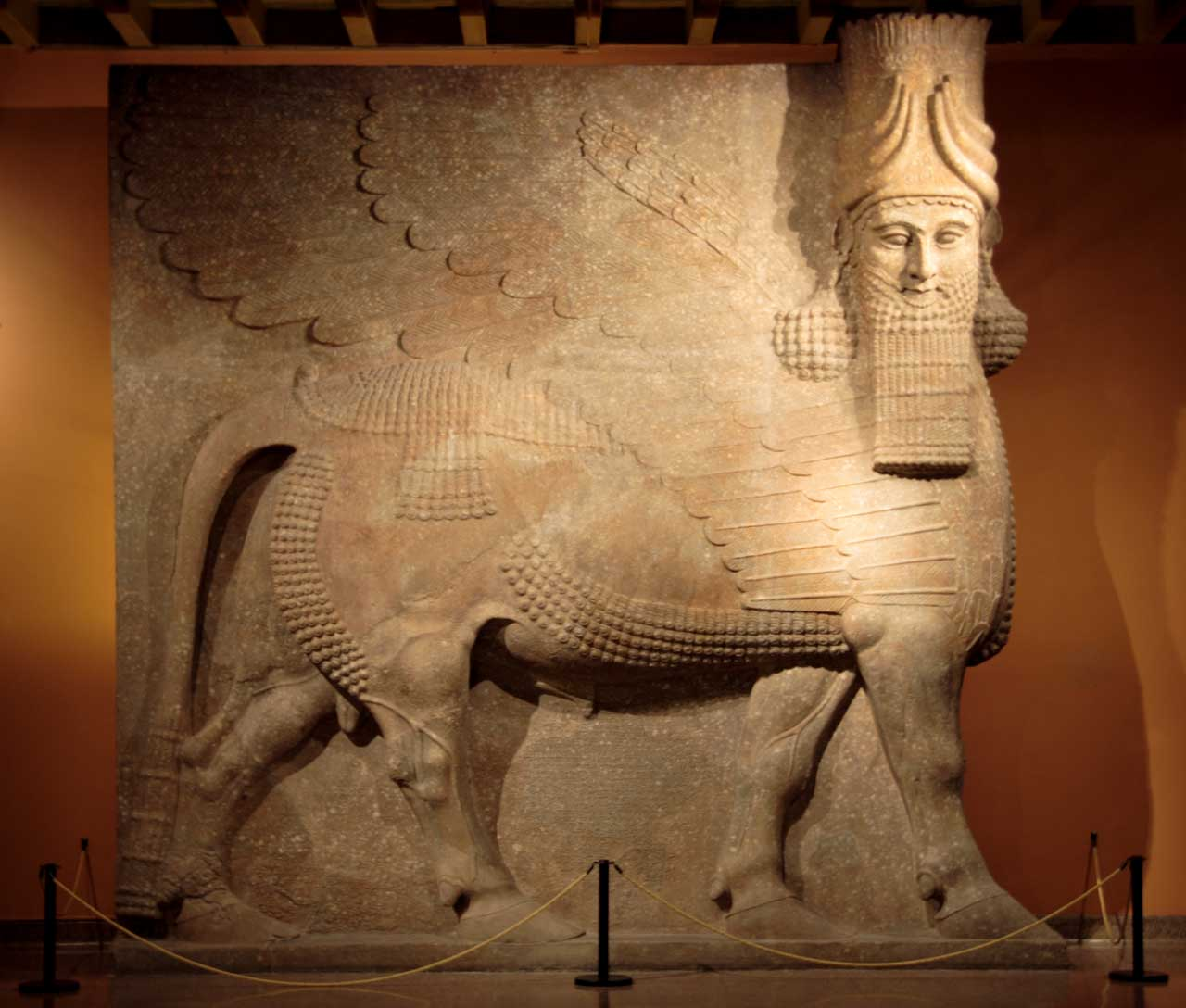
سر انسان و بدن گاو نر بالدار. در غیر این صورت به نام shedu شناخته می‌شود
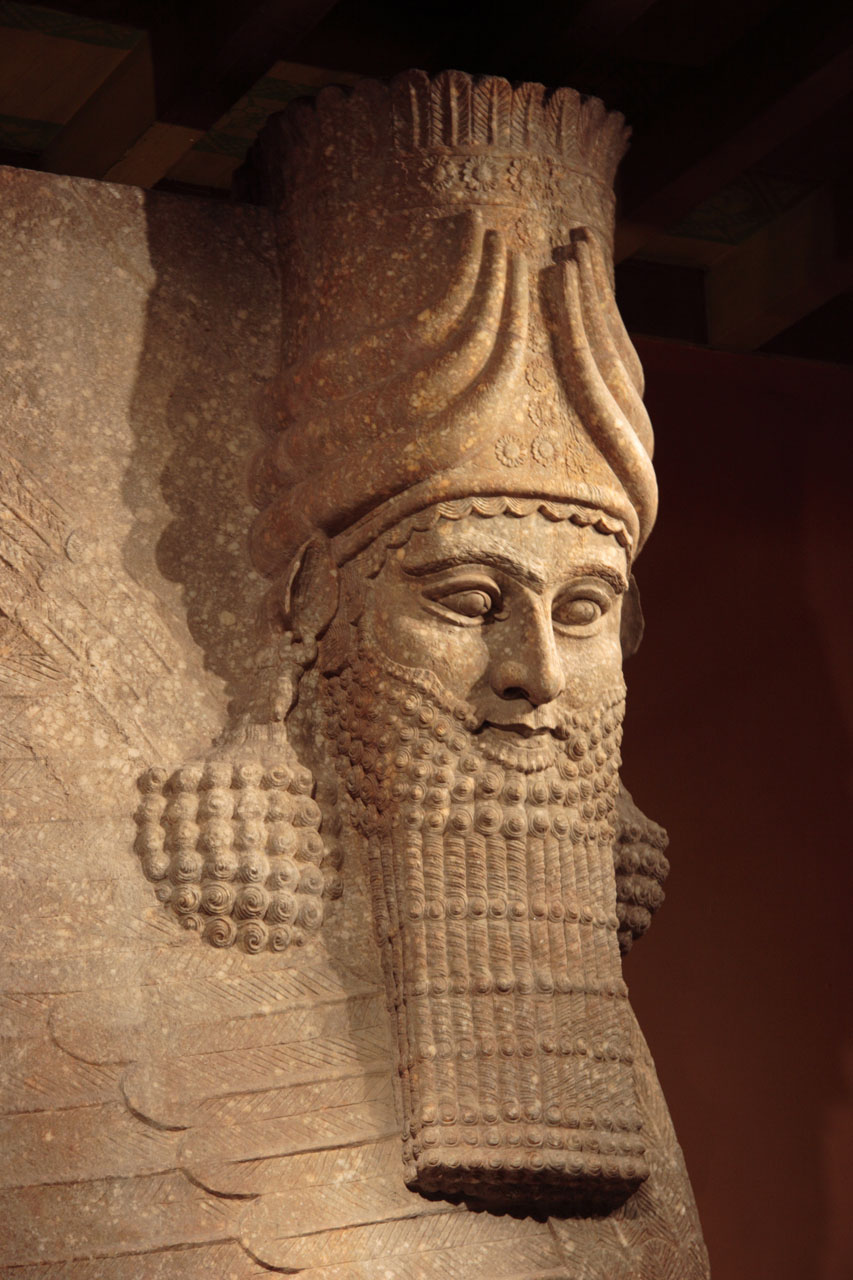
جزئیات مؤسسه شرقی دانشگاه شیکاگو. احتمالاً گچ، دور شاروکین، ورودی اتاق تخت، ۷۰۵-۷۲۱ قبل از میلاد
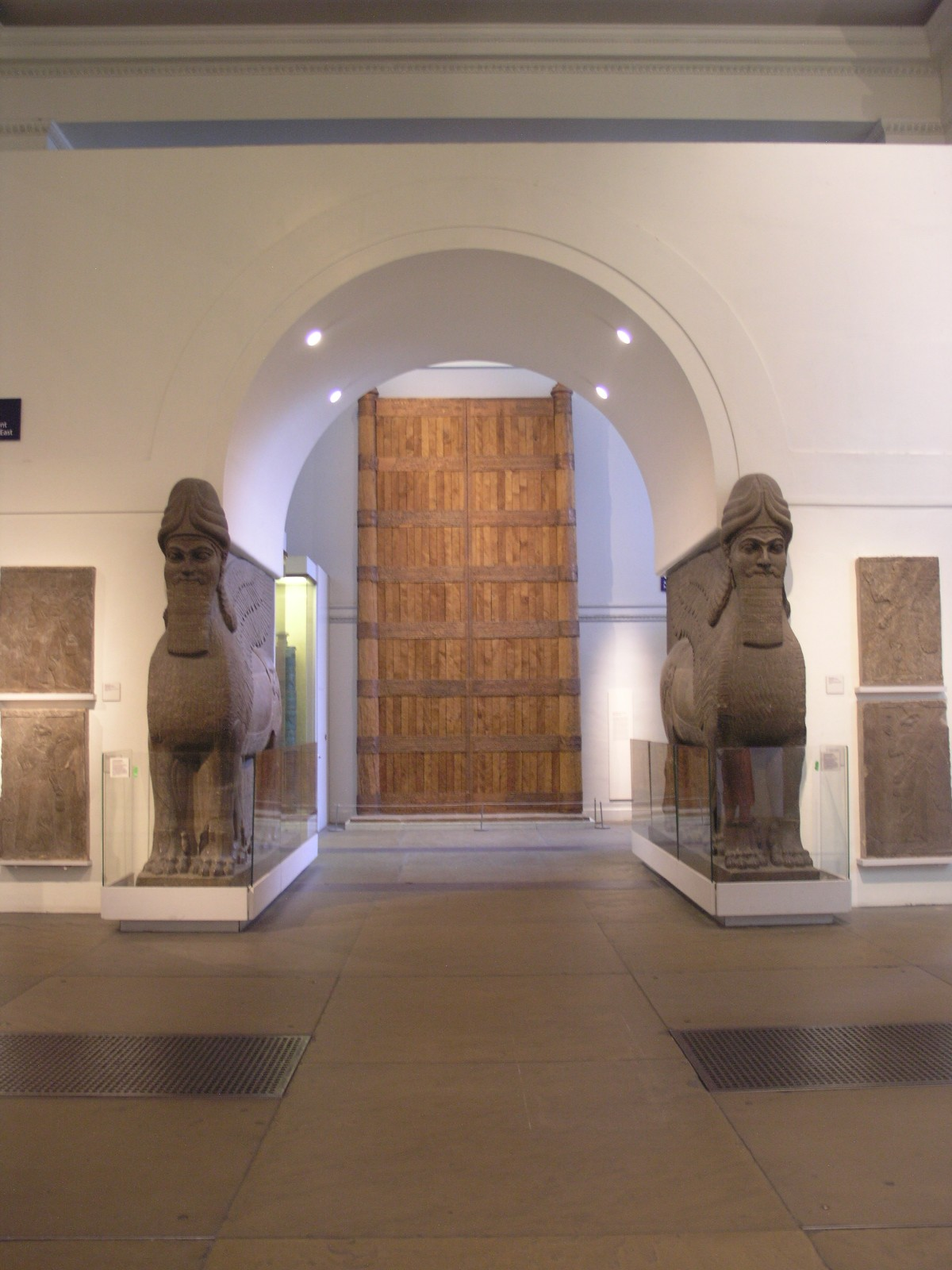
موزه بریتانیا - شیرهای بالدار سر انسان و نقوش برجسته نمرود با دروازه‌های بلاوات
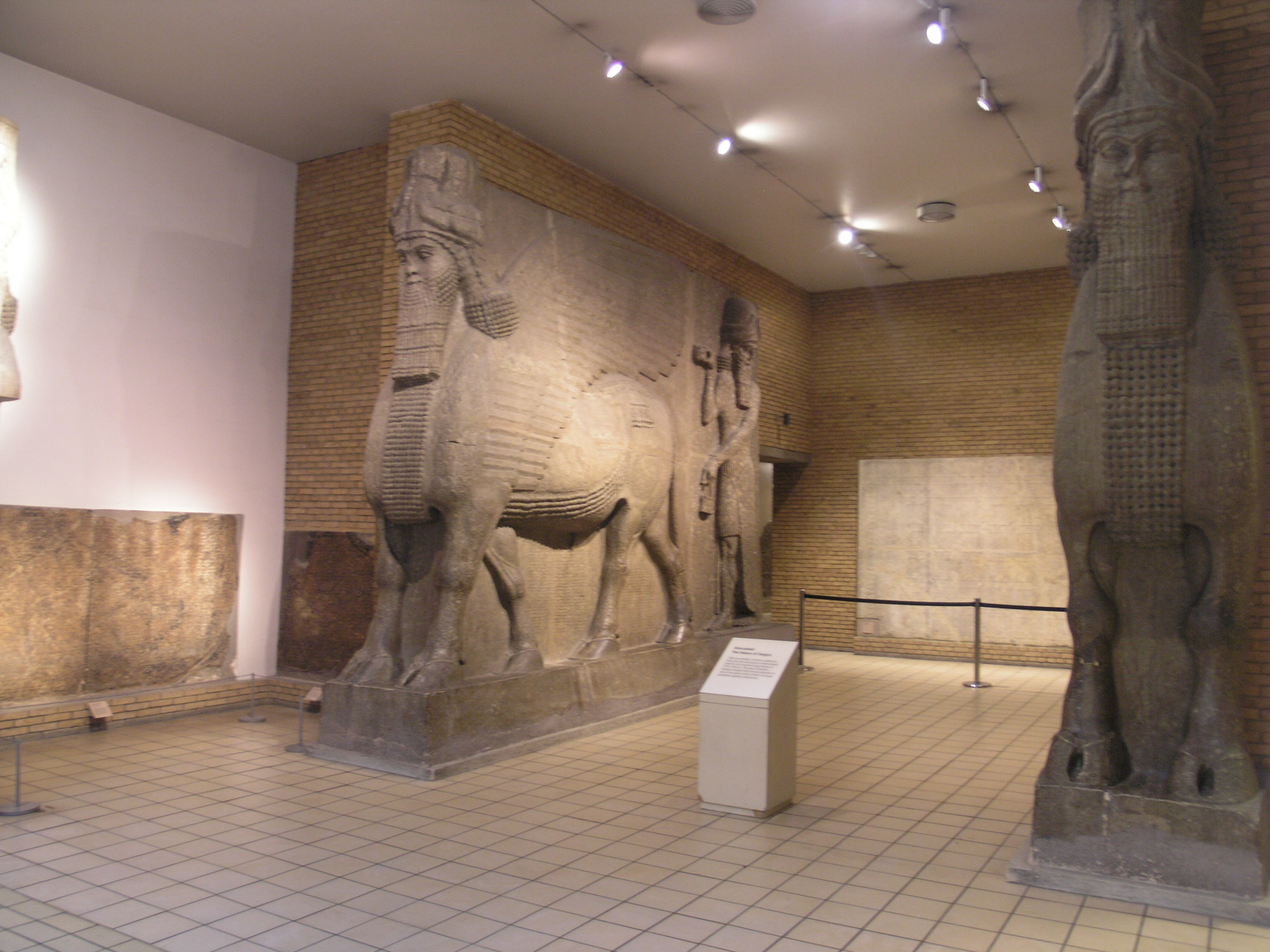
موزه بریتانیا - گاوهای بالدار سر انسان از دور شاروکین
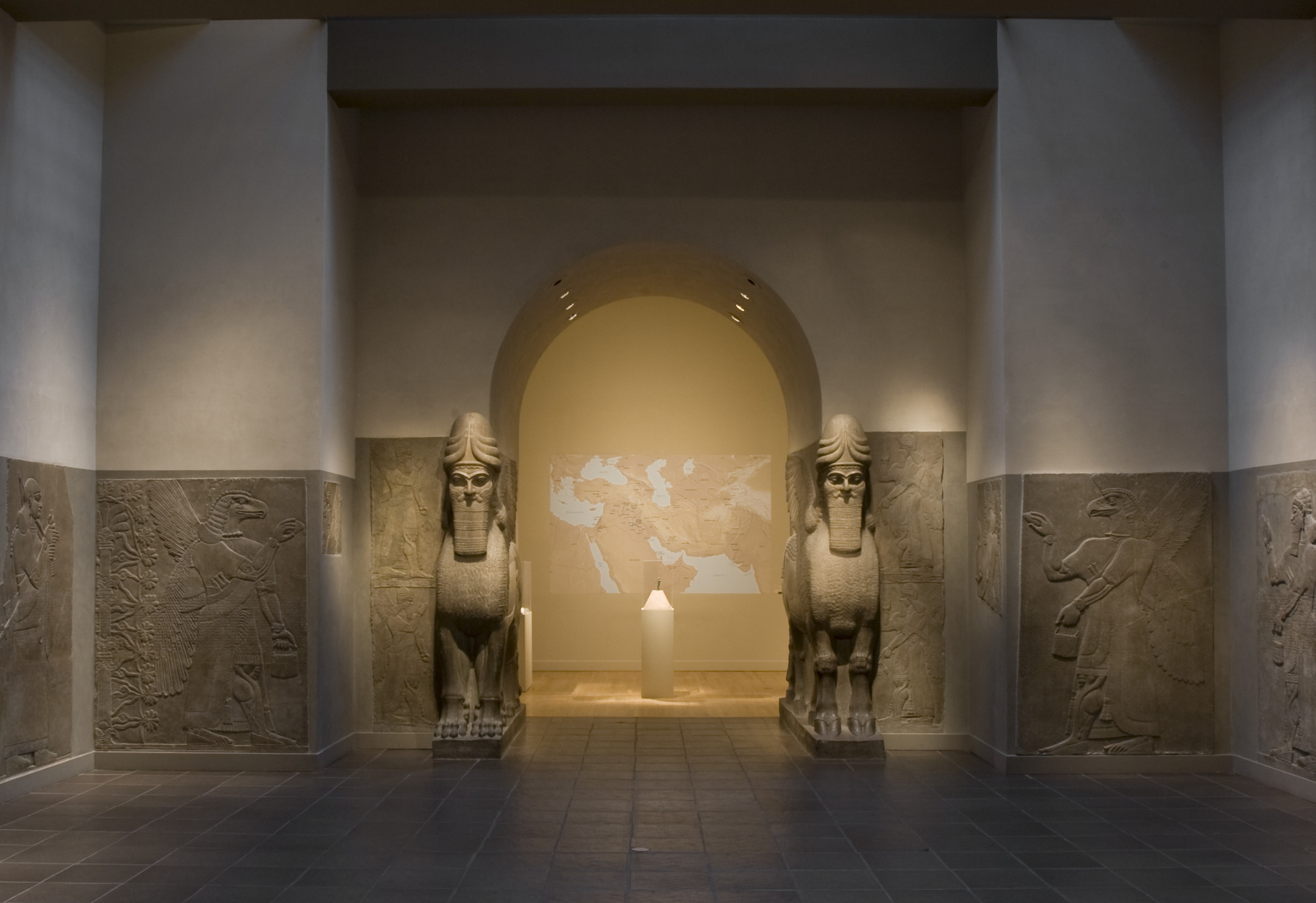
موزه متروپولیتن هنر - شیر و گاو بالدار سر انسان از نمرود، قطعاتی همراه با آثار موجود در موزه بریتانیا
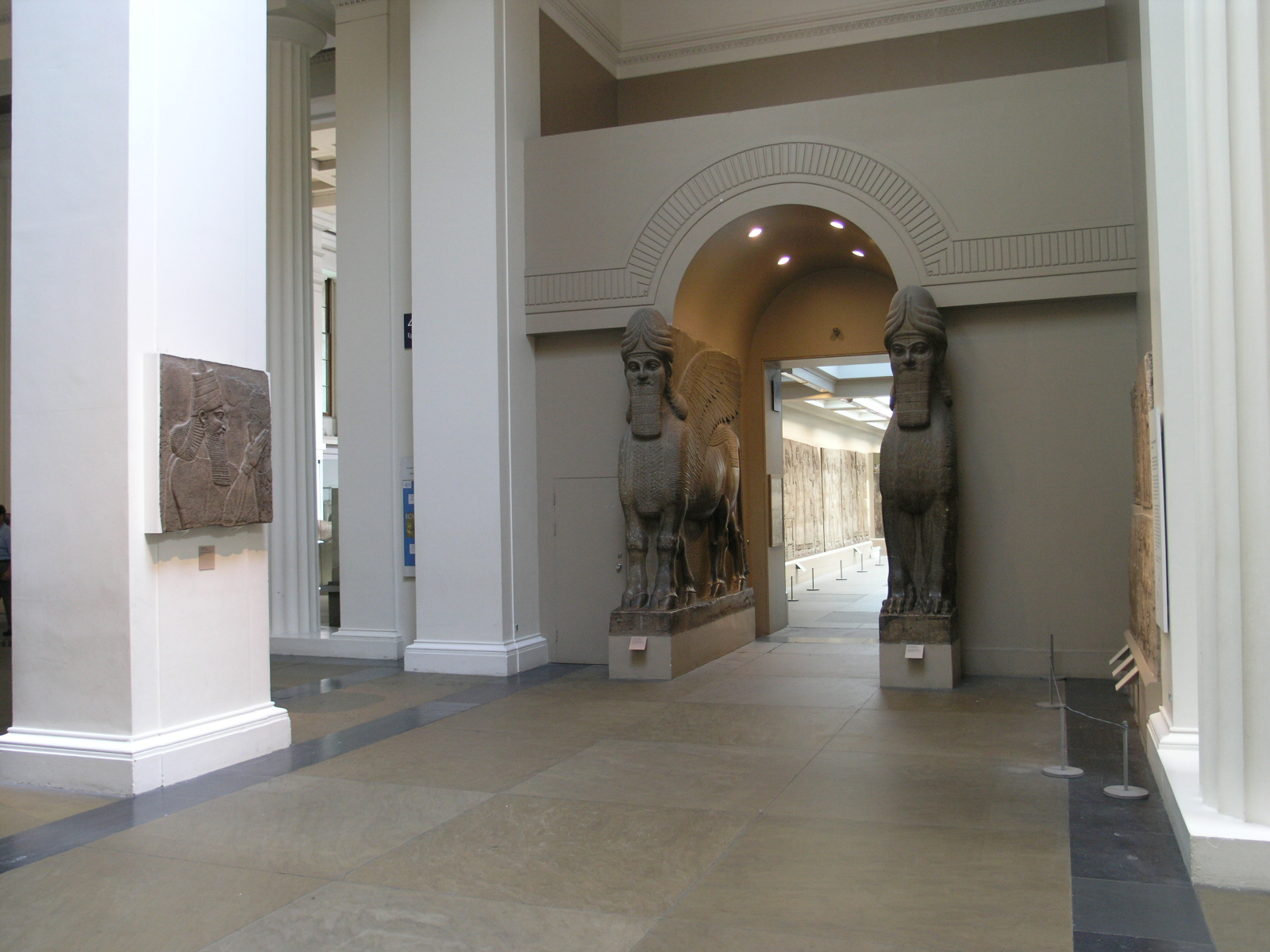
موزه بریتانیا - شیر و گاو بالدار سر انسان از نمرود، قطعات همراه در موزه متروپولیتن هنر
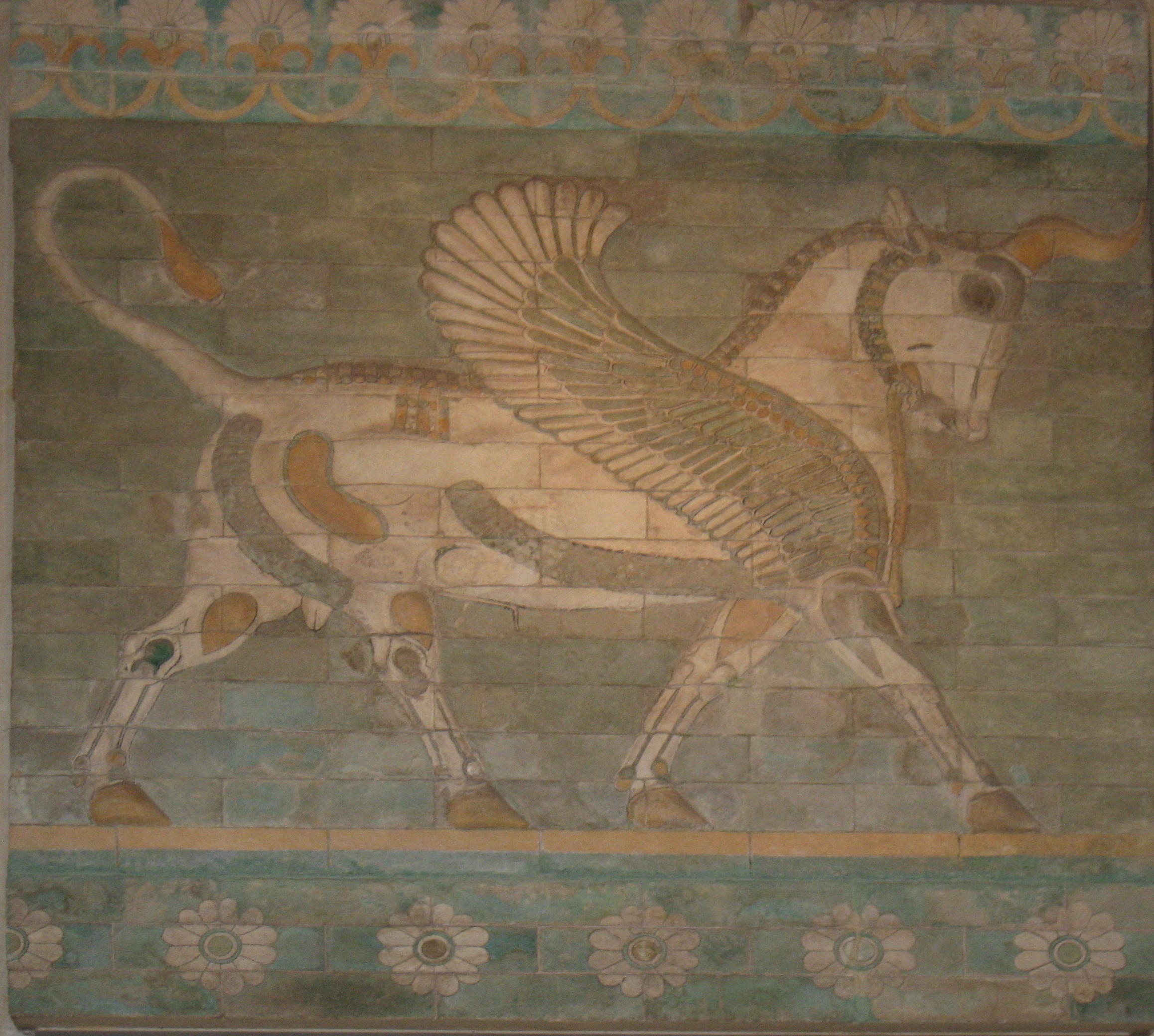
یک گاو بالدار در کاشی‌کاری‌های هخامنشی در کاخ آپادانای شوش
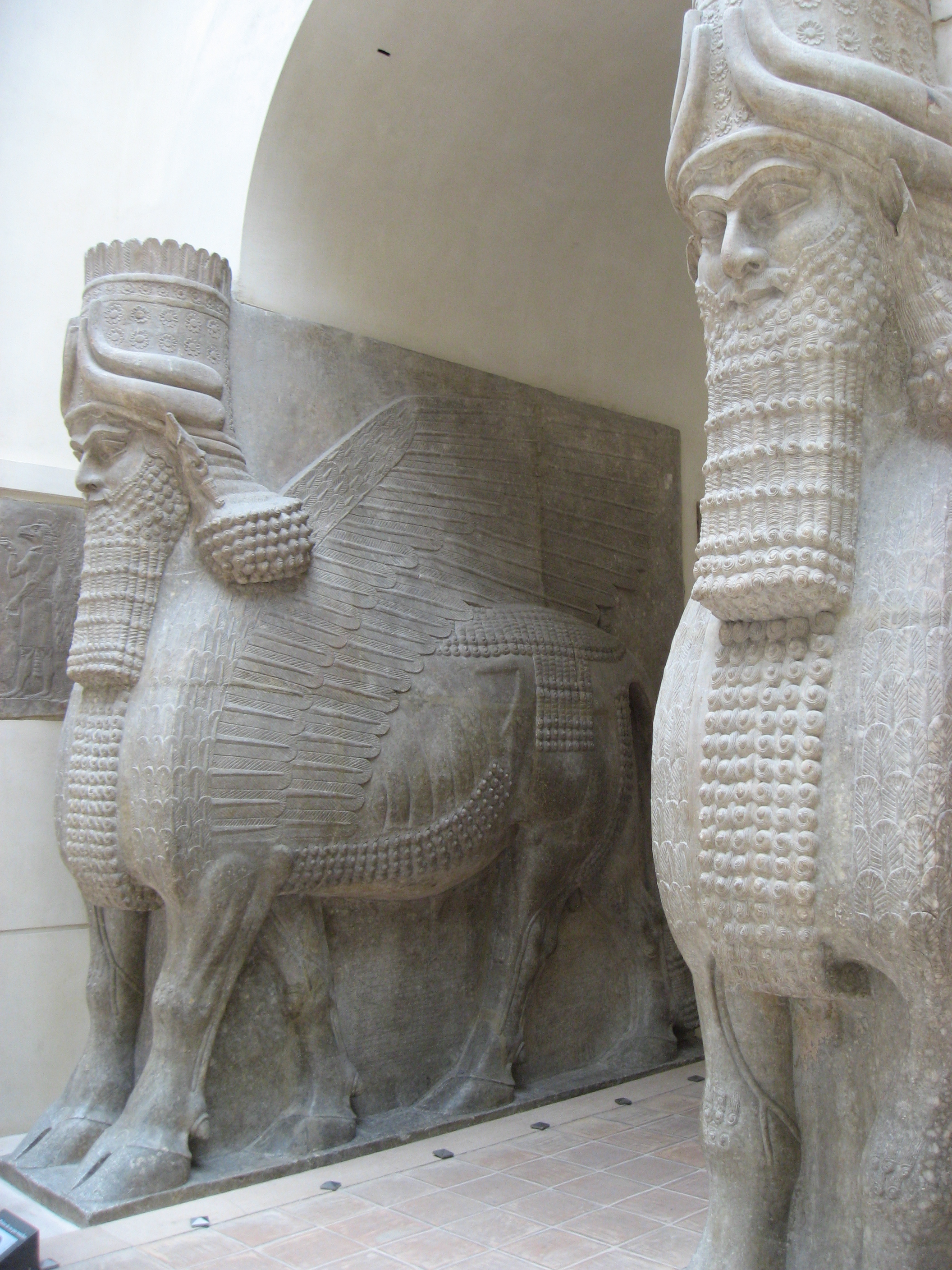
گاوهای بالدار در سردرب ورودی قصرهای آشور در عراق
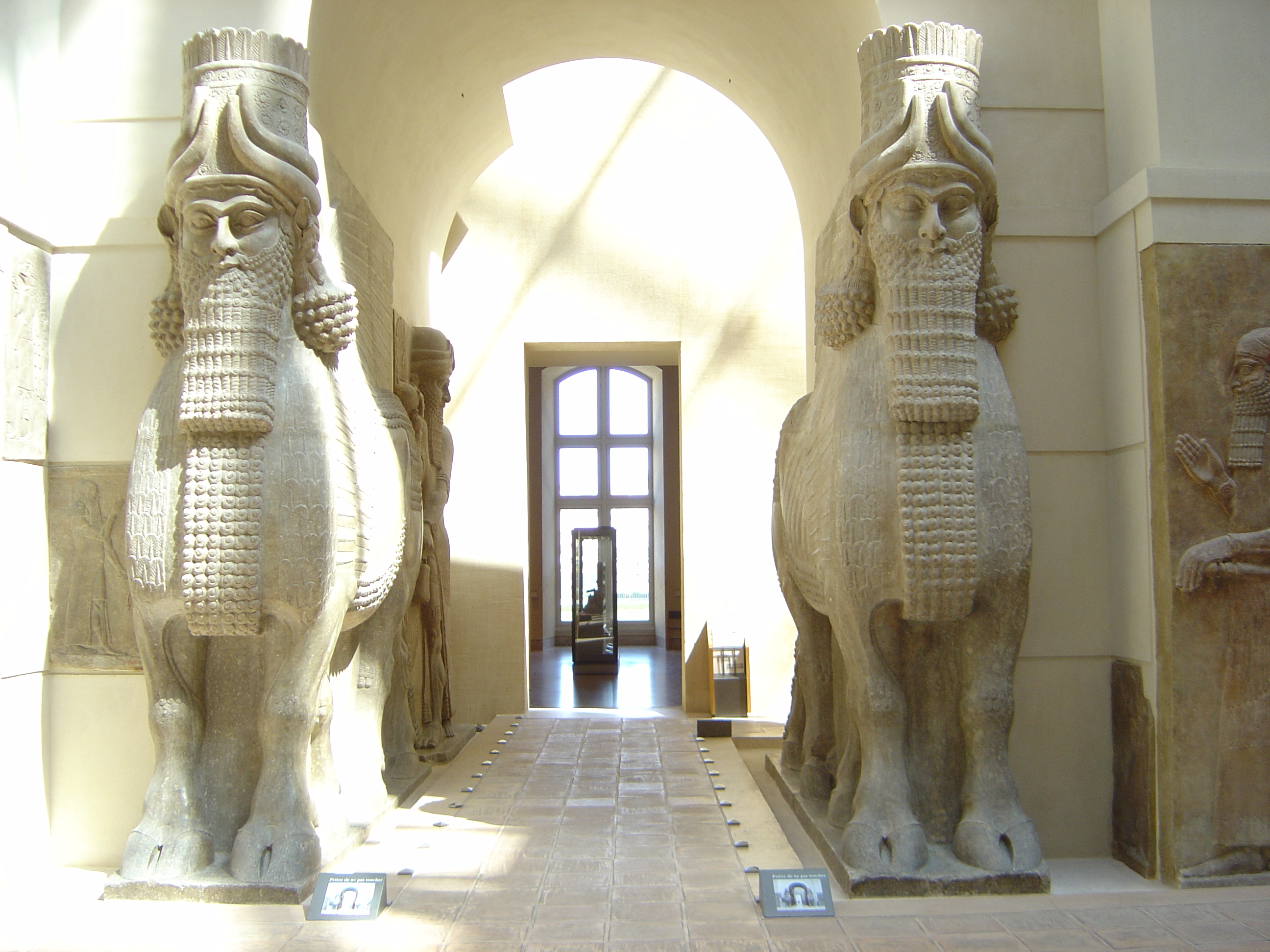
گاوهای سر انسان بالدار دروازه خورساباد (دور شاروکین) - موزه لوور
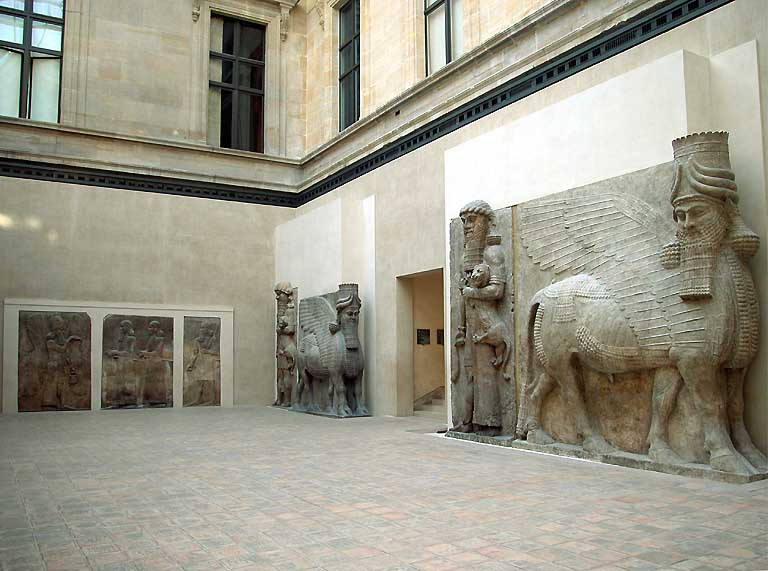
لوور - گاو نر بالدار سر انسان، مجسمه و نقش برجسته از دور شاروکین.  توجه داشته باشید که لاماسو در پیش‌زمینه، توسط موسسه شرقی دانشگاه شیکاگو گچ گیری شده است
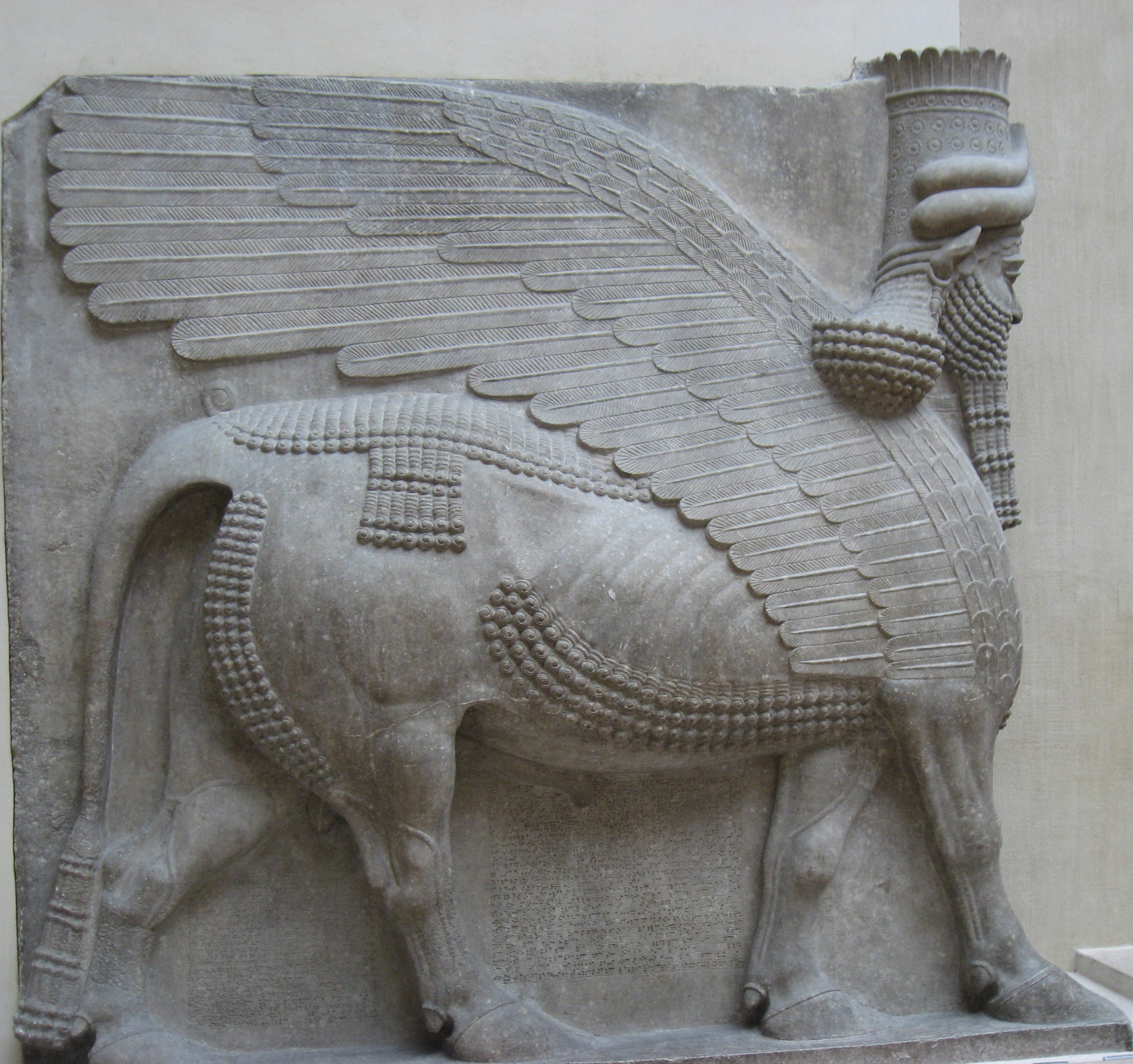
یک گاو بالدار در موزه لوور پاریس «آثار باستانی بین النهرین»
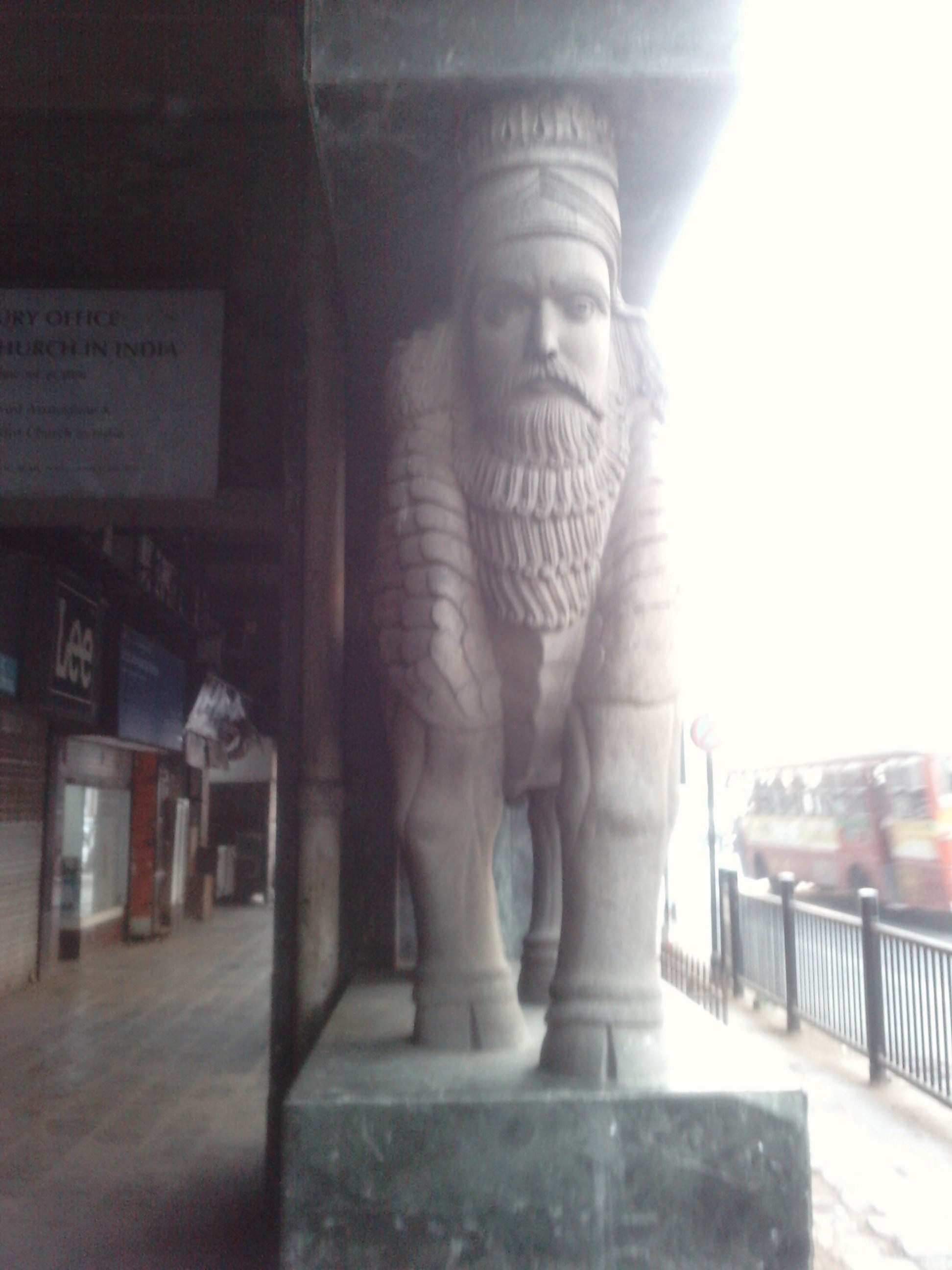
ورودی آتشکده‌ای در فورت بمبئی که یک لاماسو را به نمایش می‌گذارد
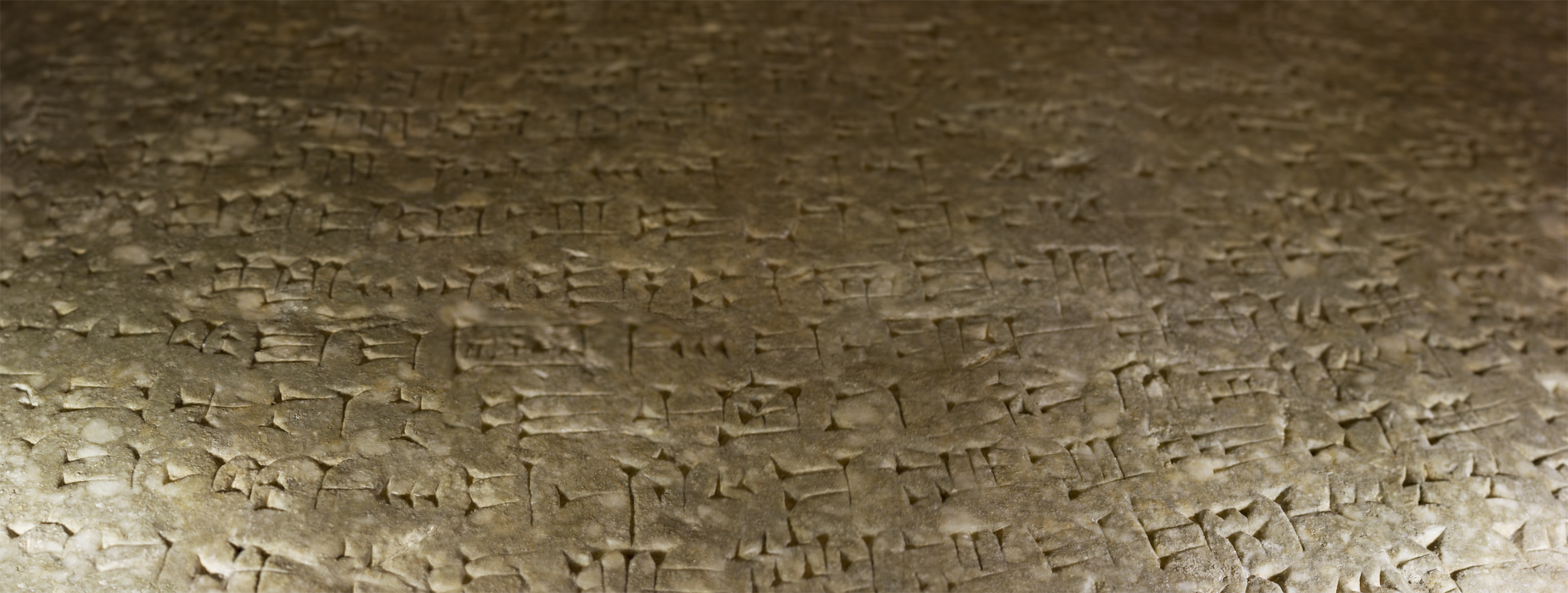
خط میخی در پشت یک لاماسو در مؤسسه شرقی دانشگاه شیکاگو
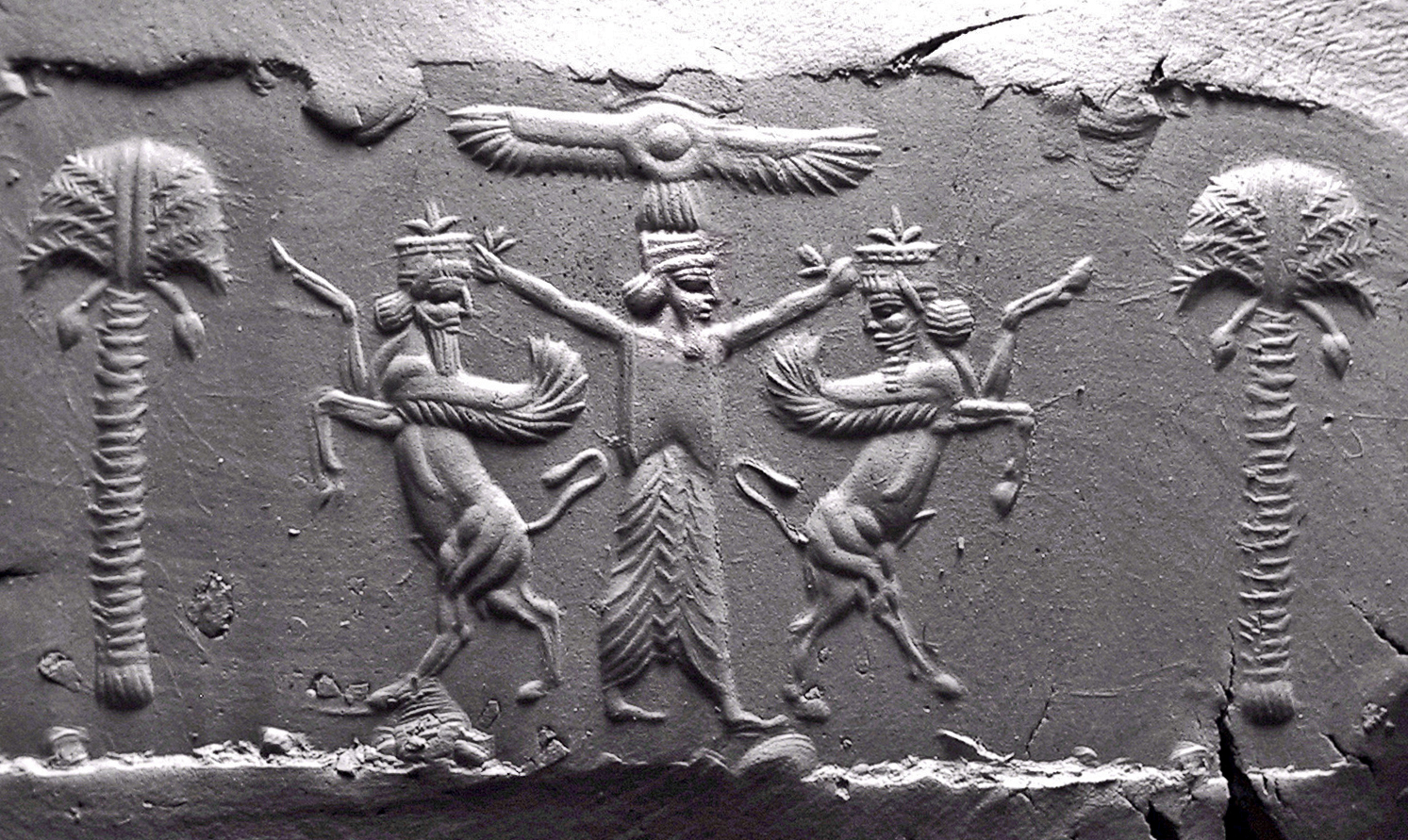
برداشت مدرن از مهر استوانه ای هخامنشی ، قرن پنجم قبل از میلاد. یک دیسک خورشیدی بالدار به امپراتور هخامنشی مشروعیت می بخشد، که دو شخصیت لاماسوی بین النهرین را تحت سلطه خود درآورد
نشان سازمان اطلاعات و امنیت کشور ایران (ساواک)
مهر نیروهای ایالات متحده - عراق
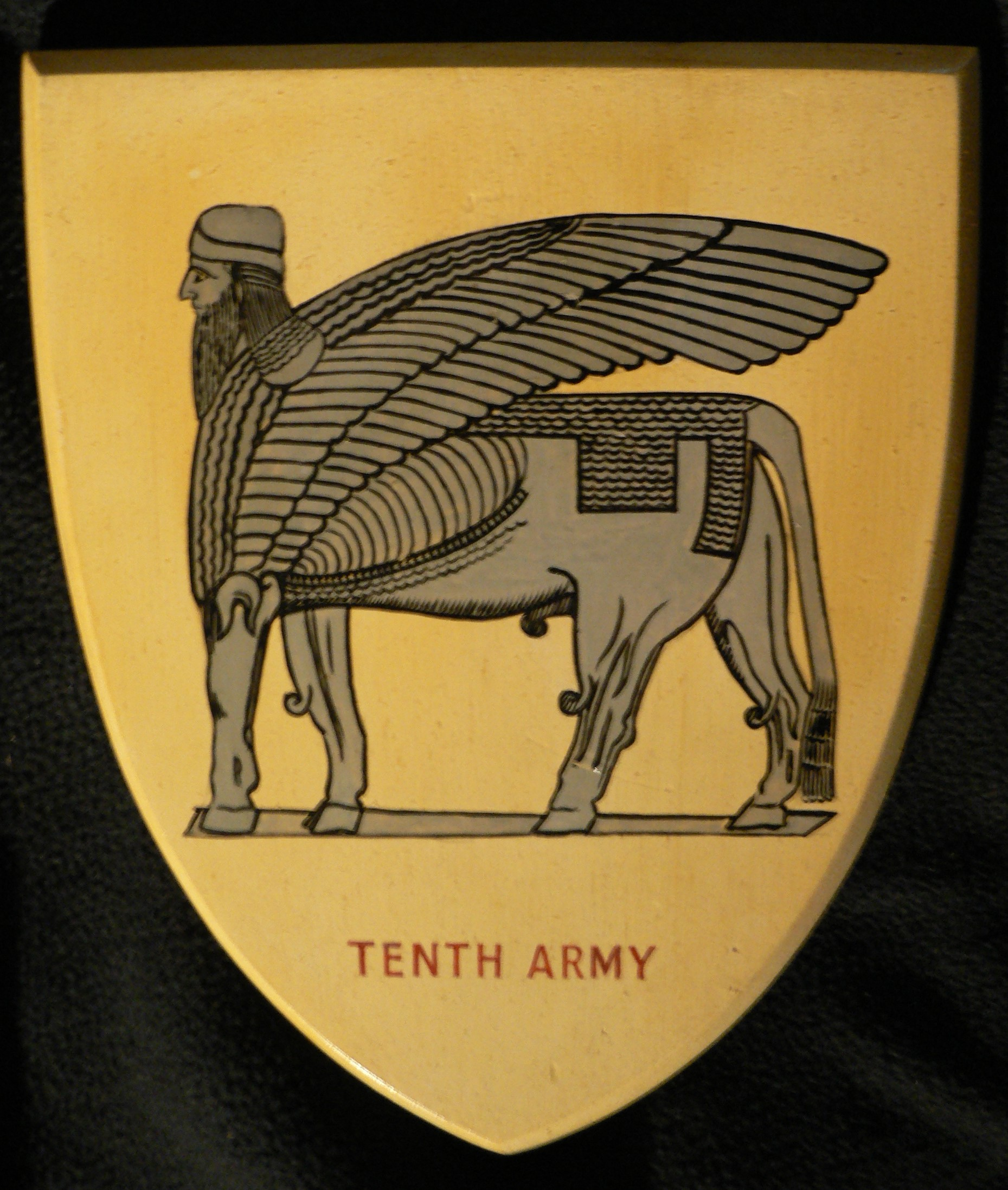
نشان ارتش دهم بریتانیا
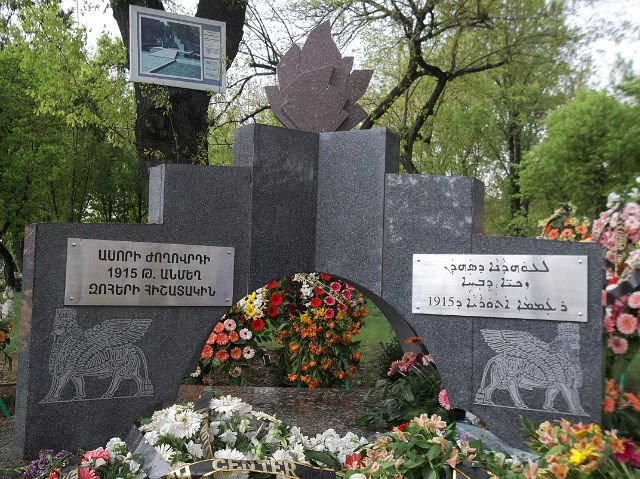
لاماسو در بنای یادبود نسل‌کشی آشوری‌ها در ایروان